# Quelidònies
Les Quelidònies (en grec antic: Χελιδόνια) eren un costum observat a l'illa de Rodes al mes de Boedromió, quan retornaven les orenetes (en grec antic: χελιδών, khelidōn).
Durant aquest temps, els nois (χελιδονισταί, khelidonistaí) anaven de casa en casa recollint petits regals tot dient que eren per les orenetes que tornaven, mentre cantaven una cançó que reprodueix Ateneu de Nàucratis. Es diu que el costum el va introduir el poeta Cleobul de Lindos, considerat un dels set savis de Grècia, en un moment que la ciutat passava un moment desgraciat. Les Quelidònies, de vegades considerades un festival, sembla que no era més que un costum dels joves que amb l'excusa del retorn de les orenetes aprofitaven per recollir regals, cosa que es dona en altres països i en altres èpoques de l'any.